# آکادمی علوم استونی

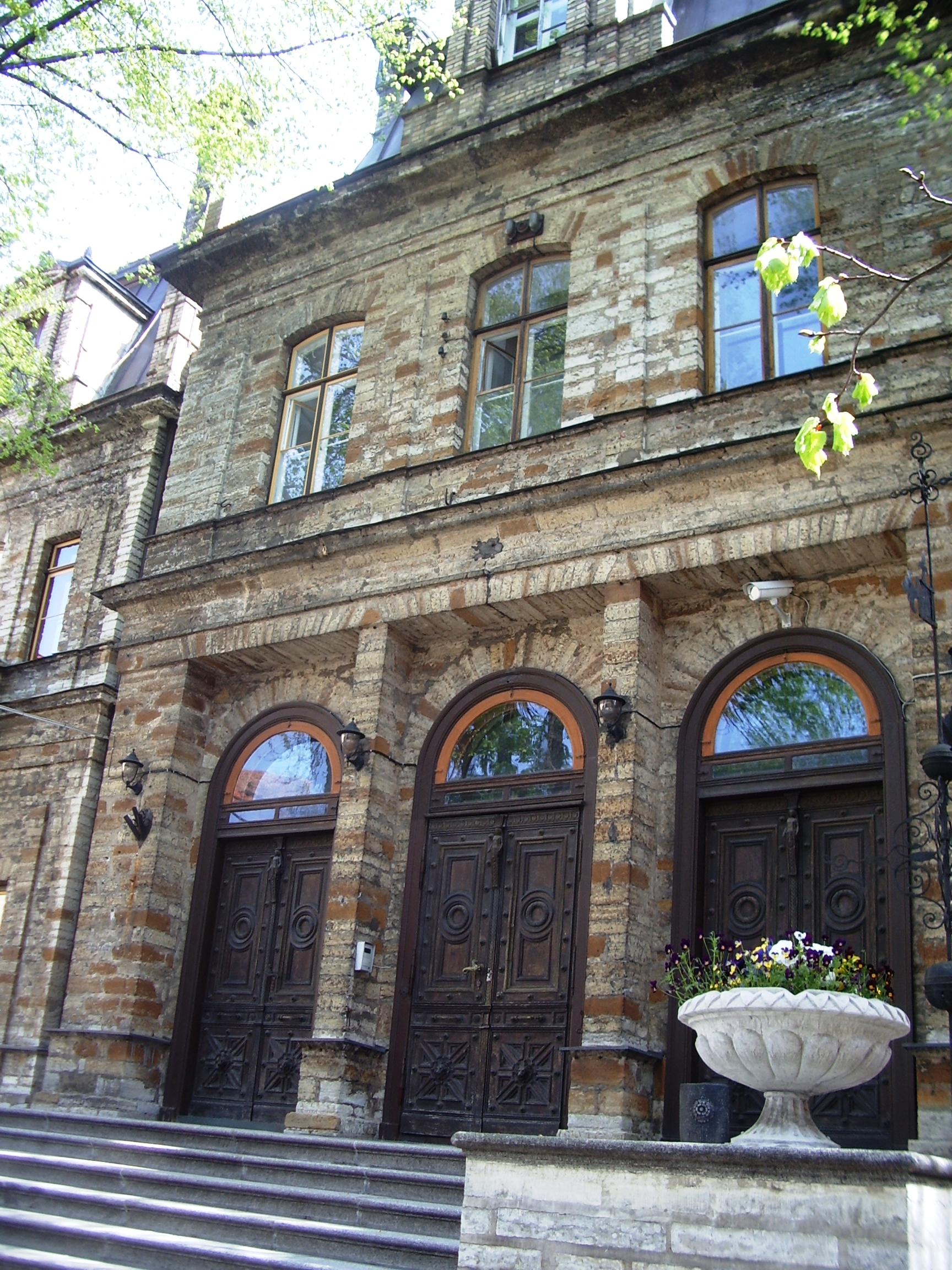
ساختمان آکادمی علوم استونی

آکادمی علوم استونی (استونیایی: Eesti Teaduste Akadeemia) آکادمی ملی علوم در تالین، استونی است.
این آکادمی در سال ۱۹۳۸ تأسیس شده و در چهار بخش «نجوم و فیزیک»، «انفورماتیک و مهندسی»، «زیست‌شناسی، زمین‌شناسی و شیمی» و «علوم انسانی و علوم اجتماعی» فعالیت می‌کند. تا مارس ۲۰۱۷، این آکادمی ۷۷ عضو کامل و ۲۰ عضو خارجی داشته‌است.